# Milka Duno

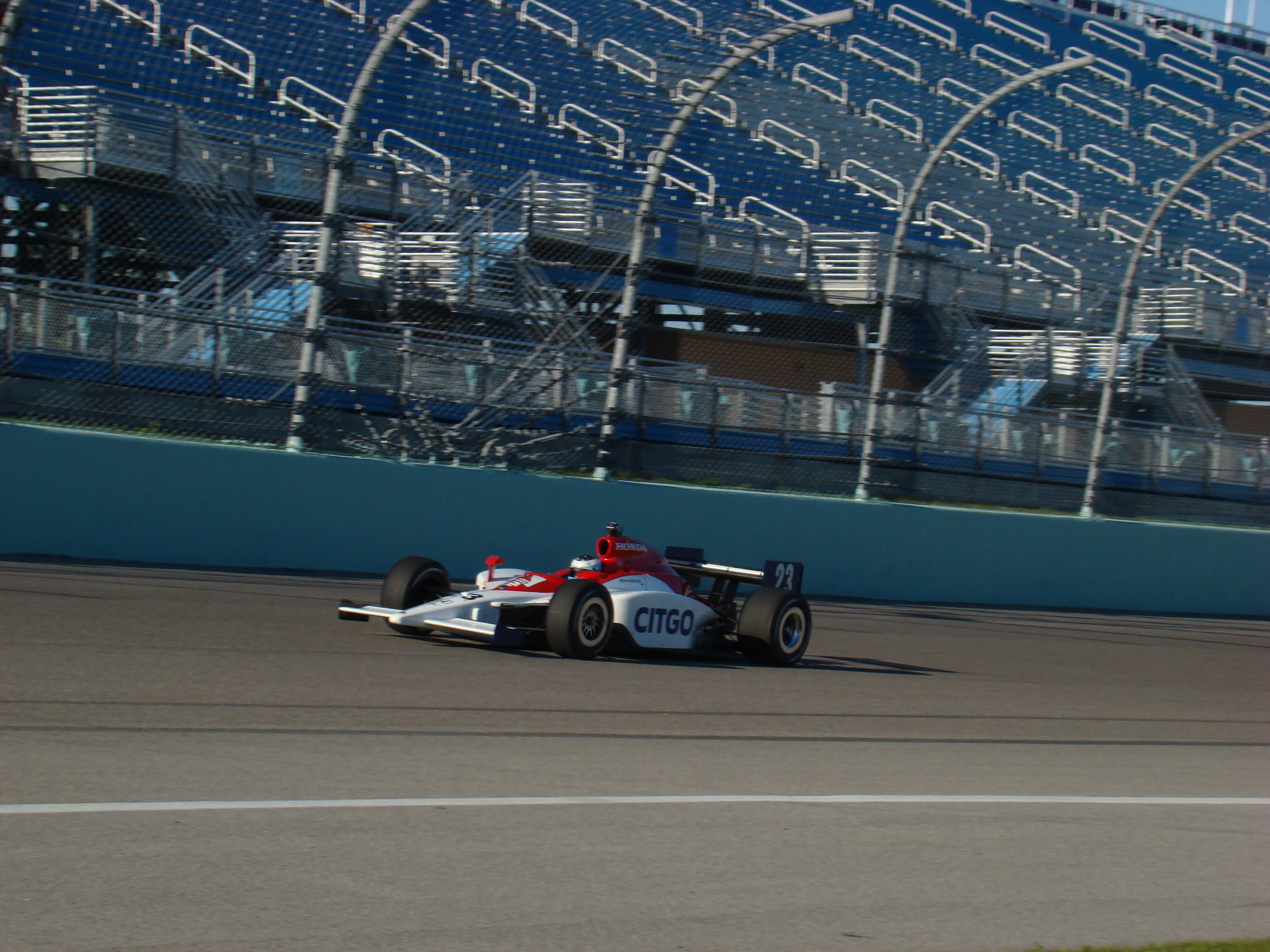
Duno op de Homestead-Miami Speedway in 2008

Milka Duno (Caracas, 22 april 1972) is een Venezolaans autocoureur. Ze woont in Miami, Florida.

## Biografie
Duno behaalde vier mastergraden, onder meer in organitorische ontwikkeling en mariene biologie. Ze werkte ook als fotomodel en begon pas op 24-jarige leeftijd met autoracen.

## Carrière

### Autosport
Duno begon haar carrière in de autosport in 1996 en reed het Venezolaanse GT kampioenschap en werd tweede in de eindstand. In 1999 verhuisde ze naar de Verenigde Staten en reed er in kleinere raceklassen. In 2000 maakte ze haar debuut in de American Le Mans Series. Een jaar later reed ze de 24 uur van Daytona en in 2002 nam ze deel aan de 24 uur van Le Mans in Frankrijk, waar ze samen met de Belg Didier de Radigues en Canadees John Graham reed voor het MBD Sportscar Team. Ze haalden de finish niet en werden opgenomen als 28ste in de einduitslag op 50 deelnemende auto's. In 2001 en 2003 reed ze in Europa in de Renault's World Series.
In de jaren die volgden reed ze nog in verschillende autosportklassen en in het jaar 2007 nam ze opnieuw deel aan de 24 uur van Daytona, samen met Darren Manning, Patrick Carpentier en Ryan Dalziel. Ze werden tweede en dat is de hoogste plaats ooit gehaald door een vrouw in die race.
In 2007 maakte ze de overstap naar de IndyCar Series en ging racen voor het SAMAX Motorsport team. Ze reed zeven races, waarvan er vier de finish niet gehaald werd. Haar beste resultaat haalde ze op de Texas Motor Speedway met een elfde plaats in de race. Ze werd 20ste in het kampioenschap. In 2008 stapte ze over naar Dreyer & Reinbold Racing. Ze reed elf races en haar beste finish was een 14de plaats. Ze werd 25ste in het kampioenschap.
Newman-Haas-Lanigan Racing had interesse getoond om haar een plaats te geven in hun team voor 2009, maar dat ging uiteindelijk niet door. Ze stond niet aan de start van het seizoen, maar reed weer mee vanaf de derde race op de Kansas Speedway voor Dreyer & Reinbold Racing. Ze stond aan de start van negen races, maar behaalde geen noemenswaardige resultaten en eindigde op de 24e plaats in het kampioenschap.
In 2010 ging ze aan de slag bij Dale Coyne Racing en reed ze voor het eerst een volledig seizoen in de IndyCar Series. Ze finishte in geen enkele race in de top tien.

### Andere activiteiten
Duno acteerde in 2008 in de film Speed Racer, waar ze de toepasselijke rol van Gearbox op zich nam.

## Resultaten
IndyCar Series resultaten (aantal gereden races, aantal maal in de top 5 van een race, eindpositie kampioenschap en punten)
| Jaar | Races | 1ste | 2de | 3de | 4de | 5de | Rang | Ptn |
| ---- | ----- | ---- | --- | --- | --- | --- | ---- | --- |
| 2007 | 7     | -    | -   | -   | -   | -   | 20   | 96  |
| 2008 | 11    | -    | -   | -   | -   | -   | 25   | 140 |
| 2009 | 9     | -    | -   | -   | -   | -   | 24   | 113 |
| 2010 | 17    | -    | -   | -   | -   | -   | 23   | 184 |